# Хикори Риџ (Арканзас)
Хикори Риџ (енгл. Hickory Ridge) град је у америчкој савезној држави Арканзас.

## Демографија
По попису из 2010. године број становника је 272, што је 112 (-29,2%) становника мање него 2000. године.
| Група             | 2000.       | 2010.       |
| Белци             | 382 (99,5%) | 266 (97,8%) |
| Афроамериканци    | 0 (0,0%)    | 0 (0,0%)    |
| Азијати           | 1 (0,3%)    | 0 (0,0%)    |
| Хиспаноамериканци | 1 (0,3%)    | 2 (0,7%)    |
| Укупно            | 384         | 272         |